# Dewaruci
Le Dewaruci (ou KRI Dewaruci) est un trois-mâts goélette à coque acier construit à Hambourg. C'est le navire-école de la Marine indonésienne.

## Histoire
La construction du Dewaruci a commencé en 1932, mais a été suspendue en raison de l'éclatement de la Seconde Guerre mondiale, qui a causé de graves dommages au chantier naval où il était en construction. Il a finalement été achevé en 1952 et lancé en 1953. 
Le Dewaruci bénéficie d'une technologie moderne. Il possède une grande surface de voilure, utilisant un système de ballast pour l'équilibrage sous voile.
Les initiales KRI signifient Kapal perang Republik Indonesia, c’est-à-dire « Navire de guerre de la République d’Indonésie ». Il est nommé d'après  Dewa Ruci, est celui d'un personnage minuscule que Bima (Bhima), le deuxième des frères Pandawa (Pandava), rencontre au fond de l'océan alors qu'il est en quête de l'eau de la vie. Dewa Ruci n'existe pas dans le Mahabharata, l'épopée indienne dont les Pandava sont les héros. Le personnage appartient à une tradition mystique javanaise et apparaît dans le théâtre d'ombres wayang kulit. Il est représenté sur la figure de proue du navire. Chacun des trois mâts est dédié à une des grandes îles indonésiennes. La devise du navire Cita-cita, akal budi, berani jujur, guna bhakti qui signifie : « Aspiration, raison, courage et loyauté, mérite et devoir ». 
Le bateau comporte trois ponts pour accueillir l'équipage et les cadets qui font leur apprentissage sur ce navire-école. Bien que navire militaire, il règne à son bord une ambiance chaleureuse, et lors des rassemblements de Grands Voiliers, son équipage est très apprécié lors des parades nautiques. Il possède sa propre fanfare.

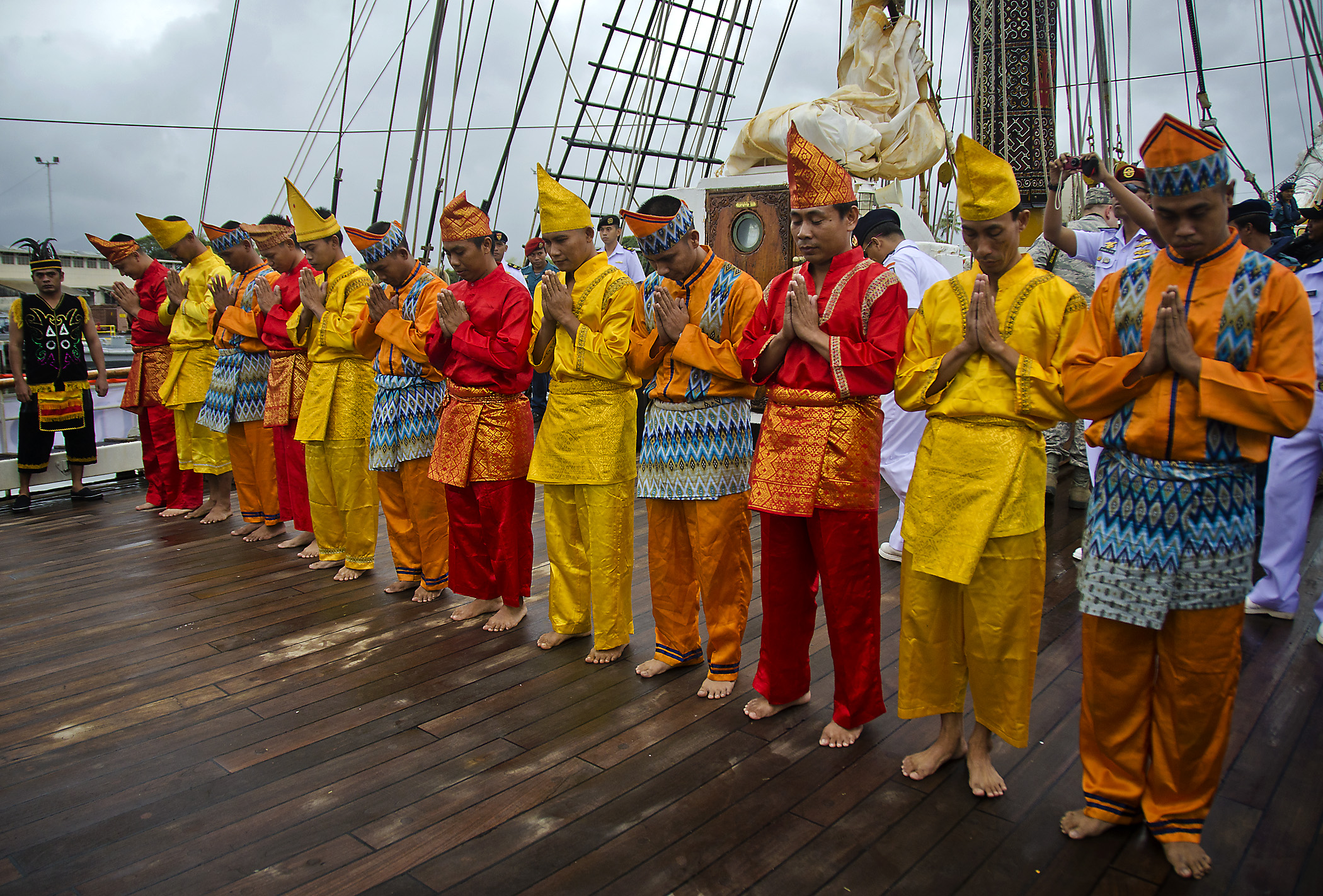
L'équipage du Dewaruci lors d'une danse traditionnelle à Pearl Harbour en 2012.

## Manifestations maritimes
- Armada 2003 à Rouen.
- Sail Amsterdam 2010.
- Sydney-Auckland Tall Ships Regatta 2013.